# Passiflora saxicola
Passiflora saxicola är en passionsblomsväxtart som beskrevs av N. Gontsch.. Passiflora saxicola ingår i släktet passionsblommor, och familjen passionsblomsväxter. Inga underarter finns listade i Catalogue of Life.